# IC 211
IC 211 ist eine Spiralgalaxie vom Hubble-Typ SAB(s)cd im Sternbild Walfisch südlich des Himmelsäquators. Sie ist schätzungsweise 147 Millionen Lichtjahre von der Milchstraße entfernt und hat einen Durchmesser von etwa 62.000 Lj. Die Entfernungsmessungen basierend auf den Radialgeschwindigkeiten stimmen nicht mit den rotverschiebungsunabhängigen Entfernungsschätzungen von 83 ± 5 Millionen Lichtjahren überein. Wahrscheinlich bildet sie gemeinsam mit NGC 851 ein gravitativ gebundenes Galaxienpaar.
Das Objekt wurde am 5. Dezember 1893 vom französischen Astronomen Stéphane Javelle entdeckt.